# 梅瑞恩广场

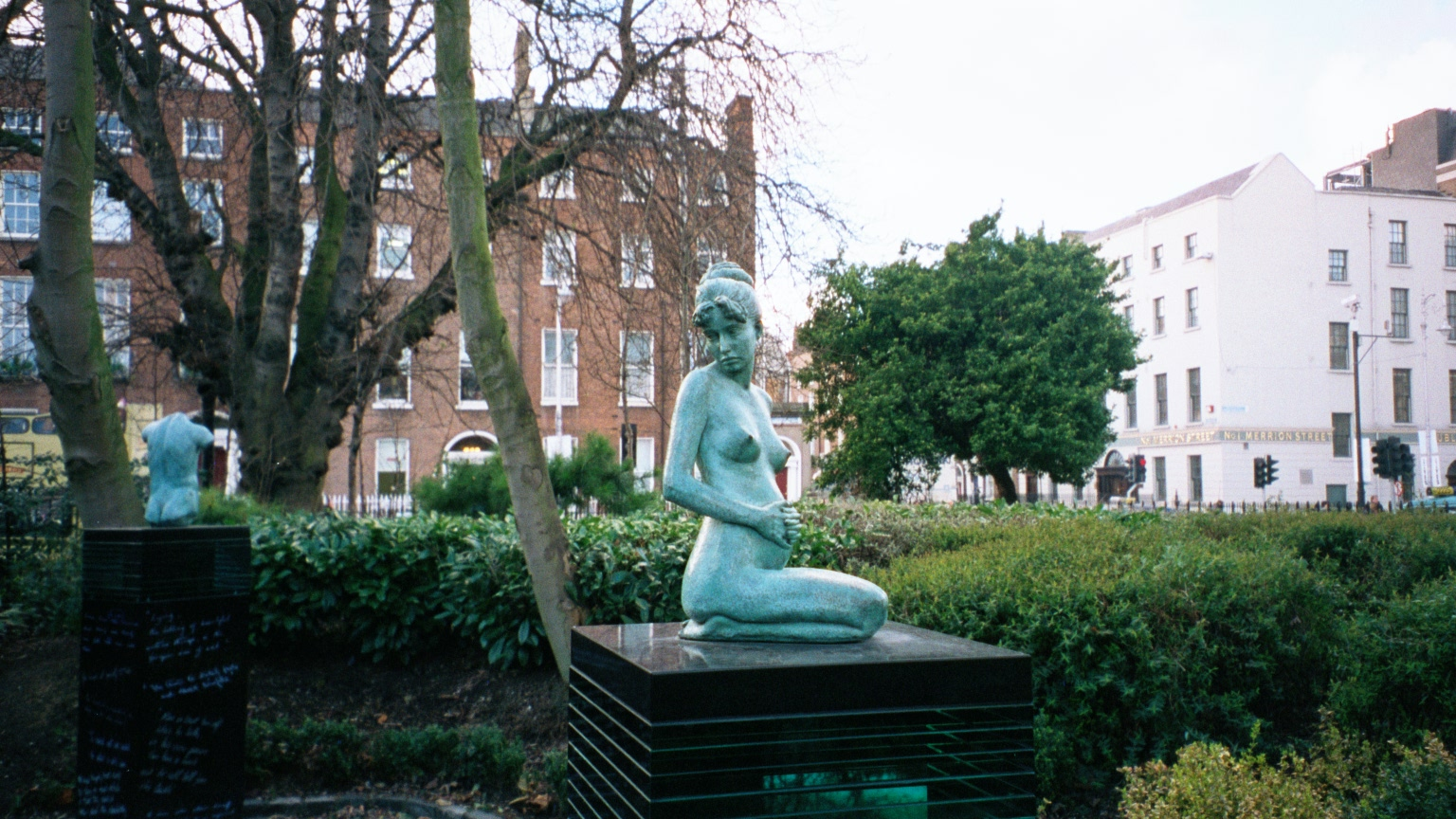
梅林广场

梅瑞恩广场，也叫梅林广场（英语：Merrion Square，爱尔兰语：Cearnóg Mhuirfean）是都柏林南岸的一个乔治风格广场。它设计于1762年以后，19世纪初基本完成。它被认为是城市的最完好的广场。三面环绕着乔治风格红砖房屋；西侧为伦斯特府（参众两院）、政府大厦、自然史博物馆和爱尔兰国家美术馆。广场中央是一个公园。
威灵顿纪念碑纪念阿瑟·韋爾斯利，第一代威靈頓公爵的胜利，原本计划设在梅林广场。但因广场居民的反对，改为兴建在凤凰公园。
直到1950年代，广场上的房屋大部分是住宅，但今天，大部分都用于办公。爱尔兰红十字会、天主教中央图书馆、爱尔兰传统音乐档案馆、和爱尔兰乔治协会的总部都设在此广场。诗人 叶芝住在82号，丹尼尔·奥康奈尔住在58号，现在是圣母大学的基奥诺顿中心。广场上的许多住宅都挂有牌匾，介绍前著名住户的历史信息，包括乔治·威廉·拉塞尔和喬瑟夫·雪利登·拉·芬努。
公认的世界级爱尔兰美国雕塑家杰罗姆·康纳，最出名的的作品是华盛顿特区的《战场的修女》，在此广场设计了公共艺术作品“爱尔兰”。
1972年之前，英国大使馆曾设于39号。北爱尔兰流血星期日枪击事件发生之后，2万余人聚集在此抗议，烧毁了使馆。

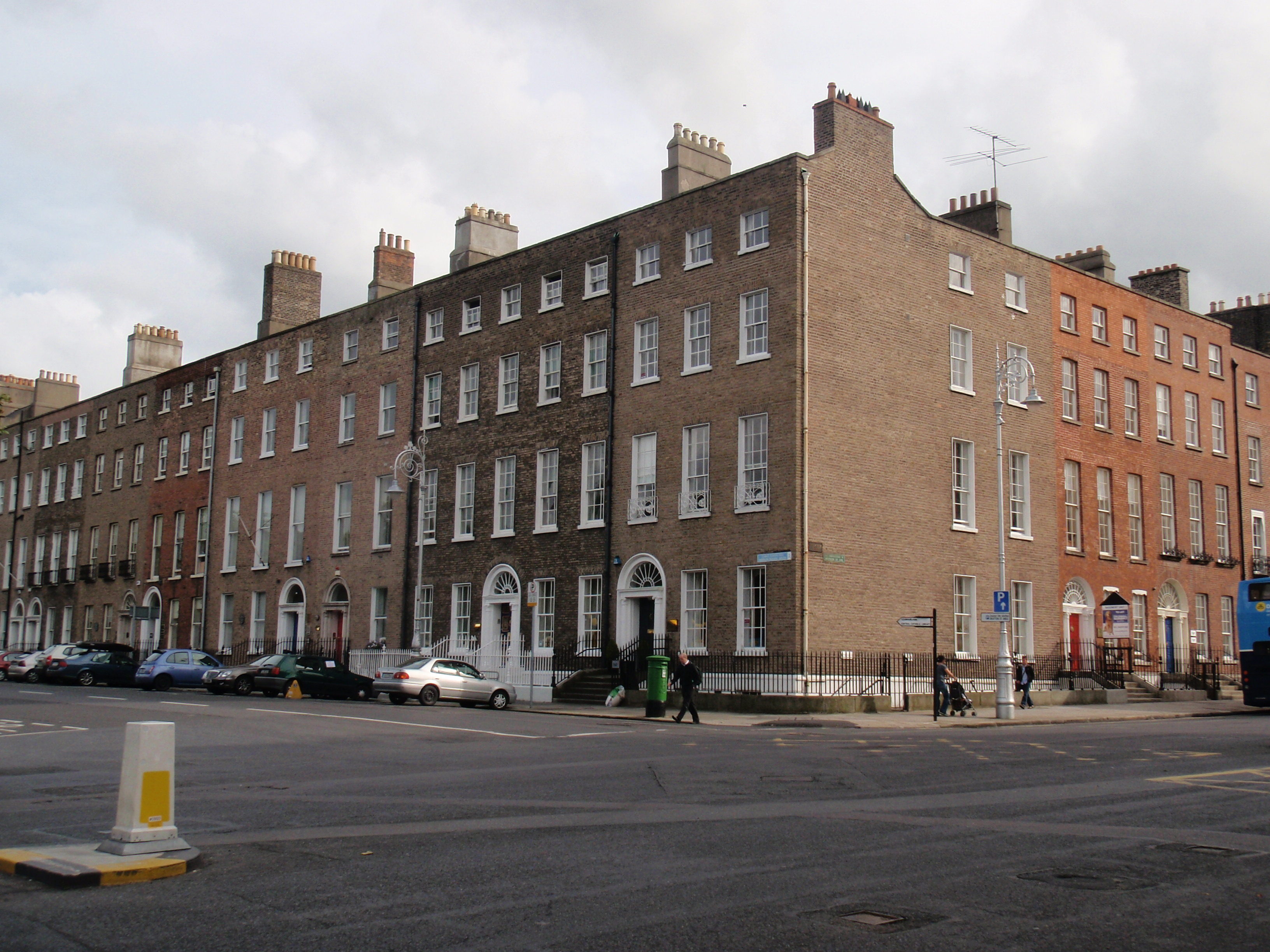
梅林广场周围

广场上的公园曾以天主教都柏林总主教德莫特·瑞安命名为“瑞安总主教公园”。1930年，广场出租给都柏林总教区，以兴建主教座堂。但是在后来的20年中，尽管人们努力推进项目，没有取得任何进展，1974年，被交给都柏林市议会管理。公园内有一尊奥斯卡·王尔德纪念雕塑，诗人曾于1855年至1876年居住在梅林广场1号。2009年，德莫特·赖安受到墨菲报告的批评；2010年1月，都柏林市议会就为公园重新命名征询市民的意见。2010年9月，市议会投票将公园更名为梅林广场公园。